# جان میلز
سِر جان میلْز (به انگلیسی: John Mills) (زادهٔ ۲۲ فوریهٔ ۱۹۰۸ - درگذشتهٔ ۲۳ آوریل ۲۰۰۵) بازیگر انگلیسی برنده جایزه اسکار است.
او در بیش از ۱۲۰ فیلم در دورهٔ فعالیتش، که هفت دهه به طول انجامید، به ایفای نقش پرداخت. او در سال ۱۹۶۰ رتبه امپراتوری بریتانیا را دریافت کرد.
او در فیلم مرگ جنسیت ندارد، آن دختر کیست؟ و نفت خام اوکلاهما بازی کرده است.